# Pianta a scacchiera

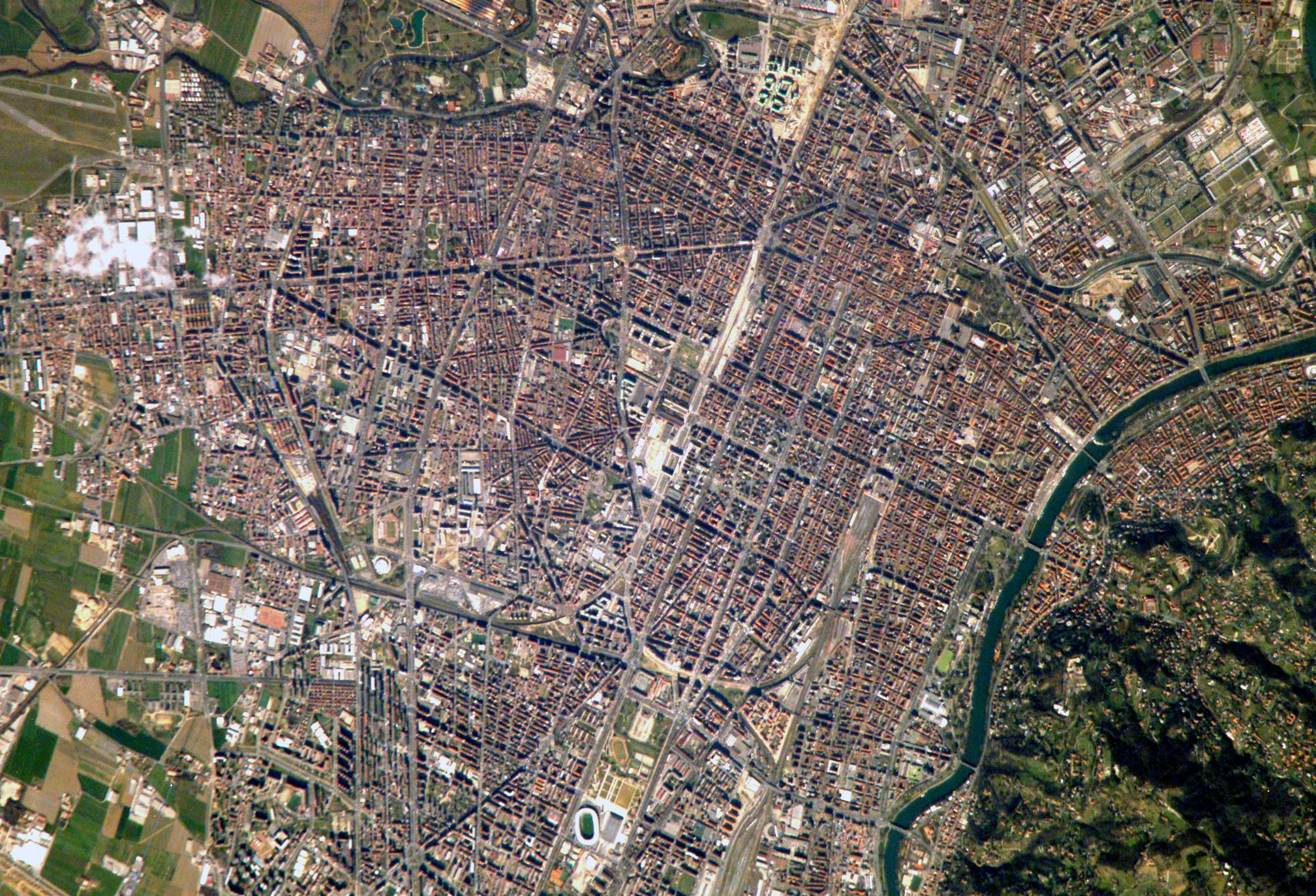
La pianta a scacchiera del centro storico di Torino

Una pianta a scacchiera, detta anche a griglia o a schema ippodameo (dal nome dell'urbanista del V secolo a.C. Ippodamo di Mileto), è un tipo di pianta architettonica in cui le strade sono disposte in modo tale da formare angoli retti alla loro intersezione e una serie di isolati quadrangolari.

## Storia

### Primi insediamenti a scacchiera
Tra i primi abbozzi di disposizione a griglia delle strade urbane, con formazioni di isolati più o meno regolari, vi sono quelli di Rehman Dheri, probabilmente già attorno al 3300 a.C., Mohenjo-daro e Harappa, dal III al II millennio a.C., tutti importanti centri della civiltà della valle dell'Indo. Presentavano strade dritte orientate secondo gli assi nord-sud e est-ovest. Nel XVII secolo a.C., il re Hammurabi di Babilonia espanse i territori del regno conquistando la bassa Mesopotamia e ristrutturò la capitale. Tra i grandi lavori che furono eseguiti in città vi furono grandi strade pavimentate che si intersecavano a scacchiera.
Tale disposizione urbanistica fu utilizzata anche nelle città cinesi a partire dal XV secolo a.C. L'opera tecnico-scientifica Kaogongji, scritta verso la fine del periodo delle primavere e degli autunni (dal 771 al 476 a.C.), riporta che una capitale dovrebbe avere pianta quadrata, tre portali di ingresso per ogni lato delle mura e le strade che si incrocino a scacchiera. Sono a pianta a scacchiera le strade che attraversano le rovine dell'antica Teotihuacan, vicino a Città del Messico, che si estendono su un'area di oltre 20 km². Popolatasi attorno al 300 a.C., fu la più antica tra le città delle Americhe venute alla luce a dotarsi di tale soluzione urbanistica.

### Antico Egitto
Le città dell'Antico Egitto si svilupparono attorno alle vie principali, particolarmente larghe per permettere processioni religiose, trionfi militari e incoronazioni. Erano orientate lungo gli assi nord-sud e est-ovest e formavano angoli retti secondo un piano a scacchiera. L'orientamento urbanistico sugli assi sud-nord e est-ovest fu dettato principalmente da criteri religiosi, come il posizionamento delle piramidi e dei principali edifici cittadini e fu realizzato mediante calcoli matematici. Una di queste città fu Ekhut-Aton, l'odierna Amarna, costruita da Amenofi IV nel XIV sexolo a.C., le cui lunghe e dritte "vie processionali" si incrociavano ortogonalmente anche con molte vie di larghezza notevolmente minore che avevano invece una linea discontinua. La cittadella riservata alle maestranze provenienti da altre città si sviluppò invece in modo più regolare, con stradine che formavano una griglia ortogonale.
Al XX secolo a.C. risale Kahun, nei pressi dell'odierna el-Lahun, nella zona del Fayyum. Fu una delle più antiche tra le città delle piramidi ed è associata con la piramide del faraone Sesostri II. Era formata da un rettangolo di 280 metri di larghezza per 360 metri di lunghezza orientato verso nord, con la strada principale che da est a ovest portava all'acropoli ed era attraversata perpendicolarmente da strade secondarie nord-sud. Ad est si trovava il villaggio cintato da mura riservato agli operai, la cui via principale era lungo l'asse nord-sud intersecata da stradine secondarie residenziali.

### Antica Grecia
La conformazione fu utilizzata nell'urbanistica greca fin dal VII secolo a.C., ma non per l'intero centro abitato. Tra le città antiche dove fu adottata vi sono Smirne (VII secolo a.C.), Metaponto e Megara Iblea (VI secolo a.C.), che si differenziarono da altre colonie greche per la regolarità degli isolati e per l'ortogonalità di alcuni assi viari. Gli isolati avevano tutti un'importanza equivalente, ma il centro simbolico e funzionale della città era spesso in posizione decentrata, tradizionalmente posizionato su alture (acropoli) e con una struttura urbanistica propria.
Secondo quanto riportano gli scritti di Aristotele, fu probabilmente nel V secolo a.C. l'urbanista Ippodamo di Mileto a teorizzare e rendere sistematica la pianificazione di nuove città con l'applicazione dello schema ortogonale, che prese quindi il nome di schema ippodameo. In tale schema le strade si intersecano ad angolo retto, formano isolati regolari quadrangolari creando l'ordine urbanistico e sociale di una sorta di città ideale, che avrebbe dovuto ospitare al massimo 10.000 abitanti, divisi nelle tre classi di artigiani, agricoltori e militari. Tale schema fu probabilmente applicato per la prima volta nella ricostruzione di Mileto, la città di Ippodamo distrutta dai Persiani. Un altro esempio è il Pireo, fatto costruire per volere di Temistocle. La prima realizzazione esemplare della scacchiera con modulo quadrato progettata da Ippodamo potrebbe essere la città della Magna Grecia Thurii, presso Sibari, nata nel 444 a.C. su iniziativa di Pericle, dove traspare l'intento di tradurre un progetto politico in architettura urbana..

### Antica Roma
Lo schema ippodameo fu adottato dagli antichi Romani nella centuriazione, sistema usato nella suddivisione del territorio e per la realizzazione dei castrum, i loro accampamenti militari. I Romani svilupparono inoltre le acquisizioni che già gli Etruschi avevano assorbito dai Greci. La città etrusca di Marzabotto, fondata alla fine del VI secolo a.C., fu la prima nella penisola italiana dove fu adottato il sistema a griglia che avrebbero perfezionato i Romani.
In particolare, nell'urbanistica romana le due strade principali che si intersecavano perpendicolarmente al centro dell'abitato erano il decumano, che correva in direzione est-ovest, ed il cardine, in direzione sud-nord. Città, accampamenti militari e territorî centuriati si sviluppavano con l'incrocio di strade parallele ai decumani e ai cardini, formando un reticolato. Nella costruzione di nuovi insediamenti, la linea dei due assi era tracciata dall'augure, il sacerdote che in tal modo definiva il sacro spazio del templum celeste, lo spazio del cielo in cui venivano osservati i presagi. Questo sacro rito divinatorio, detto inauguratio, disciplinava le norme per l'orientamento del nuovo centro abitato.

## Benefici e problemi della pianta a griglia

### Costo della costruzione e del mantenimento
I parametri che influenzano direttamente il costo della costruzione delle strade sono principalmente:
- la larghezza della strada, che influenza la quantità di territorio inutilizzabile per la costruzione di edifici, quindi è un fattore di fondamentale importanza, ma non è necessariamente legato al tipo di pianta architettonica utilizzata;
- la lunghezza della strada, dato che con l'aumentare della lunghezza di una strada aumenta a sua volta il numero di intersezioni, le quali sono più costose delle strade dritte per via della     manutenzione più frequente e la necessità di installare dei segnali stradali ed eventualmente dei semafori;
- la larghezza della carreggiata — più è larga la carreggiata maggiore è il costo ed il tempo di costruzione della strada — ma anche questo parametro non è legato al tipo di pianta architettonica.

Un beneficio legato alla geometria ortogonale di questa pianta è la sua tendenza a raggruppare degli spazi in modo regolare formando molti isolati delle stesse dimensioni: questo massimizza l'uso dello spazio contenuto nell'isolato e minimizza le dispute sui confini degli isolati.
Un altro aspetto fondamentale della pianta a griglia è che i traffici di pedoni, veicoli o entrambi si incontrano solo ad angoli retti, così rendendo le strade più sicure dato che chi passa per l'intersezione non deve guardare dietro di se per vedere il traffico in arrivo.

### Problemi ecologici
Le tipiche griglie uniformi non rispondono adeguatamente alla topografia. La pianta di Priene, ad esempio, è posta sul fianco di una collina e la maggior parte delle sue strade nord-sud sono a gradini, una caratteristica che le avrebbe rese inaccessibili ai carri. Molte città moderne, come San Francisco e Vancouver seguono l'esempio di Priene: in un contesto moderno, i dislivelli ripidi limitano l'accessibilità in auto, e ancor di più in bicicletta, a piedi o su sedia a rotelle, in particolare in climi freddi.
La stessa rigidità della griglia porta a ignorare aree sensibili dal punto di vista ambientale come piccoli ruscelli e insenature o boschi maturi, preferendo l'applicazione della geometria immutabile. Un esempio è New York, la cui costruzione ha portato all’abbattimento di tutti gli ostacoli sulla sua strada. Al contrario, i recenti schemi stradali discontinui seguono la configurazione delle caratteristiche naturali senza interromperle: la griglia rappresenta quindi una soluzione razionalista e riduzionista ad una questione multiforme.
Un modello di rete stradale può influenzare la produzione di sostanze inquinanti in base alla quantità di viaggio in auto necessaria e alla velocità con cui le auto possono viaggiare. Il piano a griglia con i suoi frequenti incroci può spostare una parte dei viaggi in auto locali con passeggiate a piedi o in bicicletta a causa dell'immediatezza del percorso che offre ai pedoni. Ma, fintanto che le auto sono ammesse anche su quelle strade, rende gli stessi percorsi più diretti per le auto, il che potrebbe essere un’incentivazione alla guida. Il vantaggio della densità di intersezione per i pedoni, tuttavia, può avere un effetto contrario per le auto a causa del suo potenziale di riduzione della velocità. Le velocità inferiori a 30 km/h hanno un coefficiente di produzione di sostanze inquinanti significativamente più alto rispetto a velocità oltre i 50 km/h, nonostante la tendenza del coefficiente ad aumentare gradualmente dopo gli 80 km/h. Questo effetto è accentuato con un'elevata densità di traffico nelle aree commerciali dove la velocità arriva a passo d'uomo. Poiché nella pianta a griglia gli incroci sono frequenti, tutte le strade possono essere soggette a questa potenziale riduzione delle velocità medie, con conseguente elevata produzione di sostanze inquinanti. I gas serra e quelli nocivi possono essere dannosi per l'ambiente e per la salute dei residenti.
La frequenza degli incroci in questo schema architettonico diventa anche uno svantaggio per i pedoni e le biciclette, dato che interrompe la camminata costringendo ripetutamente i pedoni sulla strada, un territorio ostile. Le persone con limitazioni fisiche o fragilità, i bambini e gli anziani, per esempio, possono trovare una passeggiata regolare impegnativa. Per le biciclette questo svantaggio è accentuato in quanto la loro velocità normale è almeno il doppio di quella dei pedoni; le frequenti fermate annullano quindi il vantaggio della velocità e il beneficio fisico di andare in bicicletta. Le intersezioni non sono solo spiacevoli ma anche pericolose: la maggior parte delle collisioni stradali e lesioni si verificano a intersezioni.

## Esempi di città con pianta a scacchiera
Le città con pianta a scacchiera hanno strade dritte e isolati squadrati che formano una pianta semplice, adatta alla difesa militare. In Italia la pianta a scacchiera è presente, ad esempio, nelle città di Napoli, Belpasso, Aosta, Torino, Cuneo, Como, Pavia, Messina, Verona, Viareggio, Pescara e Bari. Nel mondo caratterizza città quali Vienna (la Vindobona romana), Londra (Londinium), New York e le città inglesi i cui nomi terminano in caster o chester come Manchester o la Lancaster.